# Ministerio de Salud (Surinam)
El Ministerio de Salud es el ministerio rector sanitario en Surinam. El actual ministro es Antoine Elias.